# Информационни ресурси
Информационните ресурси са един от видовете основни социални и икономически ресурси през XXI век, които също така са фактори на образованието и производството.
С течение на времето значението на информационните ресурси се увеличава. Например интернет ресурсите могат да бъдат категоризирани по предназначение и по форми на представяне: библиографска информация, видеоклипове и др.
Важна характеристика на информационните ресурси е, че те не изчезват след употреба, тъй като се съхраняват в електронен формат и могат да бъдат използвани многократно.
Информационните ресурси са отделни уеб документи или индивидуални бази то данни, документи и масиви от документи в информационните системи (библиотеки, архиви и други информационни системи).